# Герхард Вайнберг
Герхард Лудвиг Вайнберг (на английски: Gerhard Ludwig Weinberg) е американски историк.
Роден е на 1 януари 1928 година в Хановер, Германия, в еврейско семейство, което през 1938 година емигрира във Великобритания, а през 1941 година се установява в Съединените щати. След като служи в армията, завършва обществени науки в Нюйоркския щатски университет – Олбани, а през 1951 година защитава докторат по история в Чикагския университет. През следващите години работи върху обработката на архиви от Втората световна война в Колумбийския университет и Американската историческа асоциация, след което е преподавател в Кентъкийския университет (1957 – 1959), Мичиганския университет (1959 – 1974) и Севернокаролинския университет – Чапъл Хил (от 1974). Работи главно в областта на военната и дипломатическа история.